# تویوکو ایواهارا
تویوکو ایواهارا (انگلیسی: Toyoko Iwahara؛ زادهٔ ۱۱ مهٔ ۱۹۴۵) بازیکن والیبال اهل ژاپن است.